# Naja anchietae
Naja anchietae, també coneguda com a Cobra d'Anchieta o Cobra d'Angola, és una espècie de serp del gènere Naja, de la família Elapidae.

## Troballa i distribució
La serp va ser descrita per primera vegada pel zoòleg portuguès Bocage l'any 1879, i es pot trobar als següents països africans: Botswana, Angola, Namíbia, Zàmbia i Zimbàbue.

## Hàbitat i característiques
Es tracta d'una espècie de serp verinosa i de comportament agressiu.